# 埃爾金 (亞利桑那州)
埃爾金（英語：Elgin）是位於美國亞利桑那州聖克魯斯縣的一個人口普查指定地區。根據2010年美國人口普查，該地人口為161人，而該地的面積約為15.41平方千米。

## 地理
埃爾金的座標為31°37′45″N 110°34′19″W / 31.62917°N 110.57194°W，而該地最高點為海拔高度1441米（即4728英尺）。